# 天神山 (北海道)
天神山（てんじんやま）とは、北海道札幌市豊平区平岸にある小さな山である。名称の由来は、天満宮を祀ったことによる。
標高は89メートル。さっぽろ文庫48「札幌の山々」掲載の「札幌50峰」のうち、最も低い山である。周辺は市街化しているが、同山一帯は「天神山緑地」として保護されている。山頂には札幌市が設置した「天神山国際ハウス」(2008年3月閉館)があったが、閉館した後に2014年5月31日より「さっぽろ天神山アートスタジオ」として開館。また、麓のあたりには平岸リンゴにまつわる石川啄木の歌碑が設置されている。
山体は約4万年前に支笏湖カルデラを形成した火山噴火によって噴出した火砕流の堆積物からなっており、道路を切り開いた箇所の側面では黄灰色の火山灰が確認できる。かつて一面に広がっていた火山灰台地は豊平川の浸食によって扇状地へと変わっており、その削り残しが天神山となったのである。

## 周辺
- 相馬神社 (札幌市)
- 平岸天満宮
- 澄川墓地
- さっぽろ天神山アートスタジオ[2]

## ギャラリー

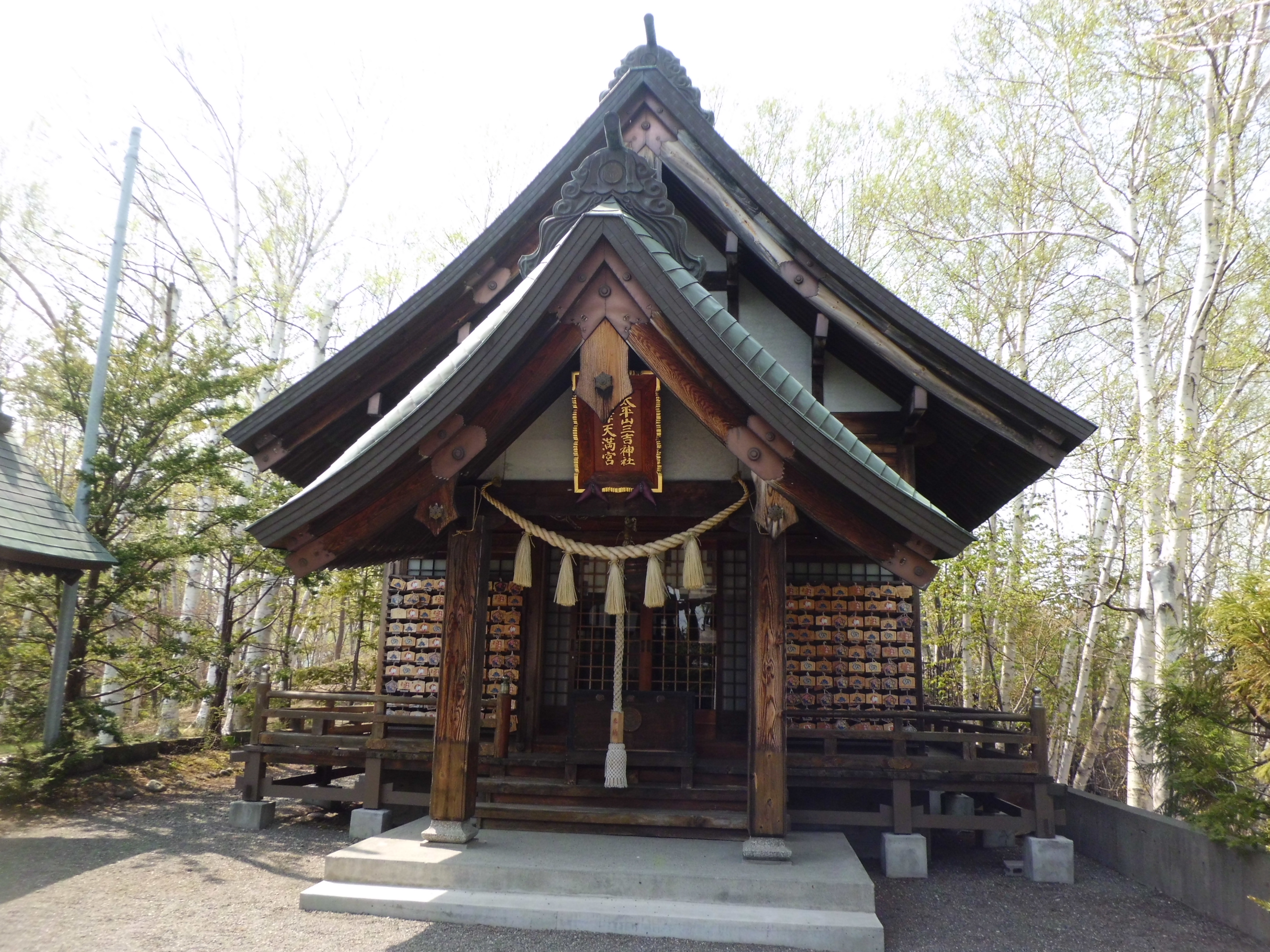
平岸天満宮・太平山三吉神社
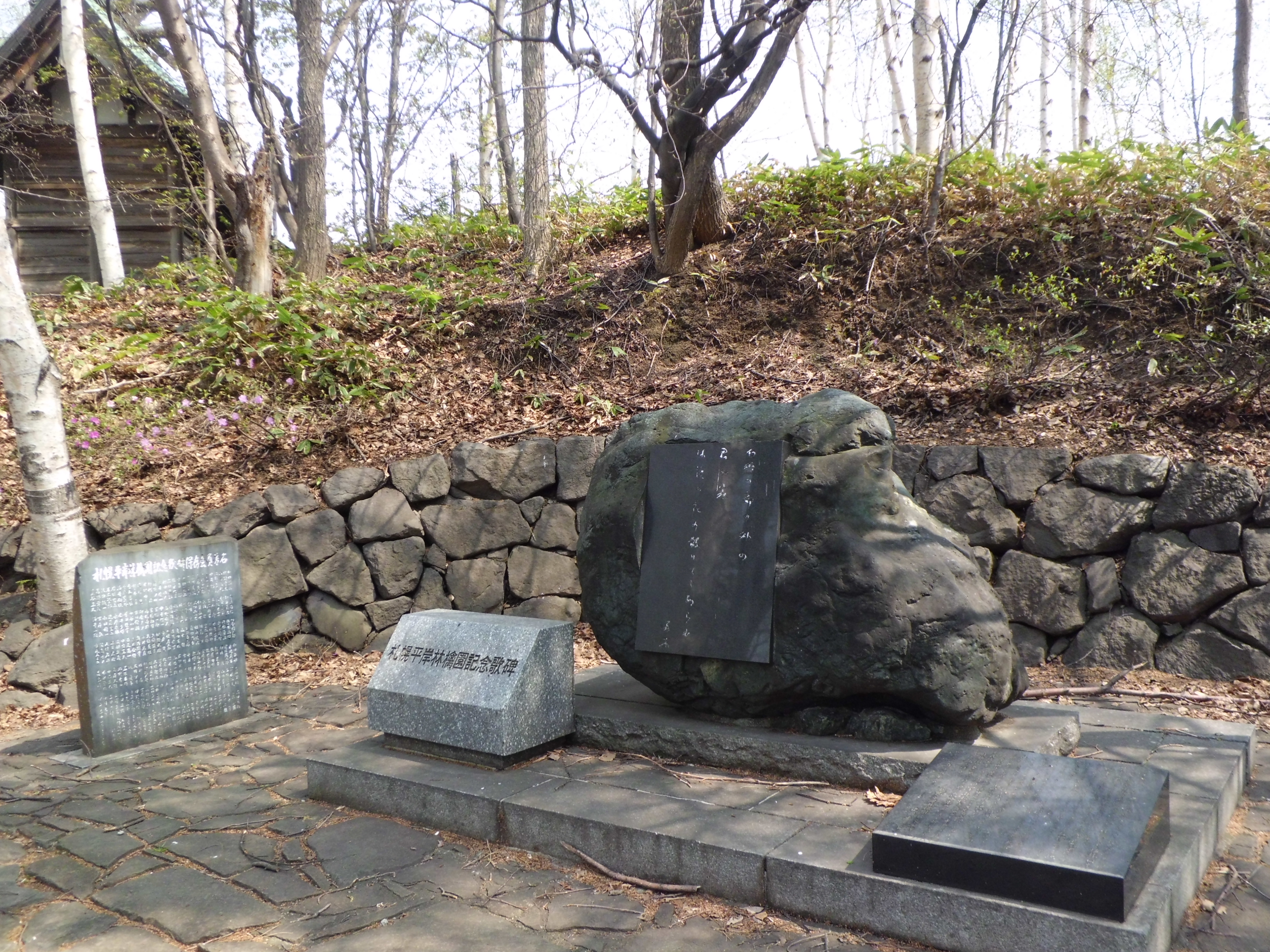
札幌平岸林檎園記念歌碑
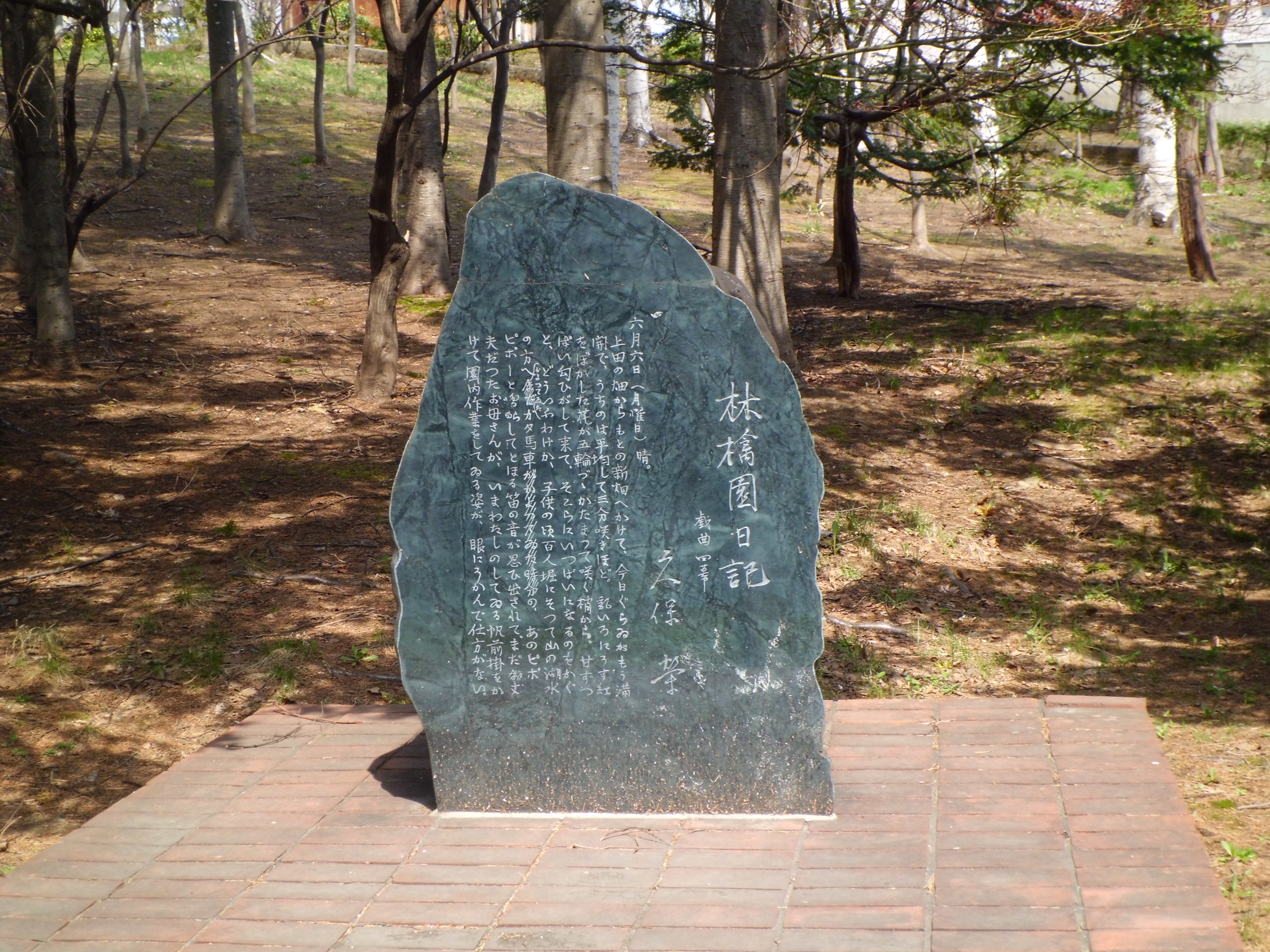
久保栄『林檎園日記』文学碑
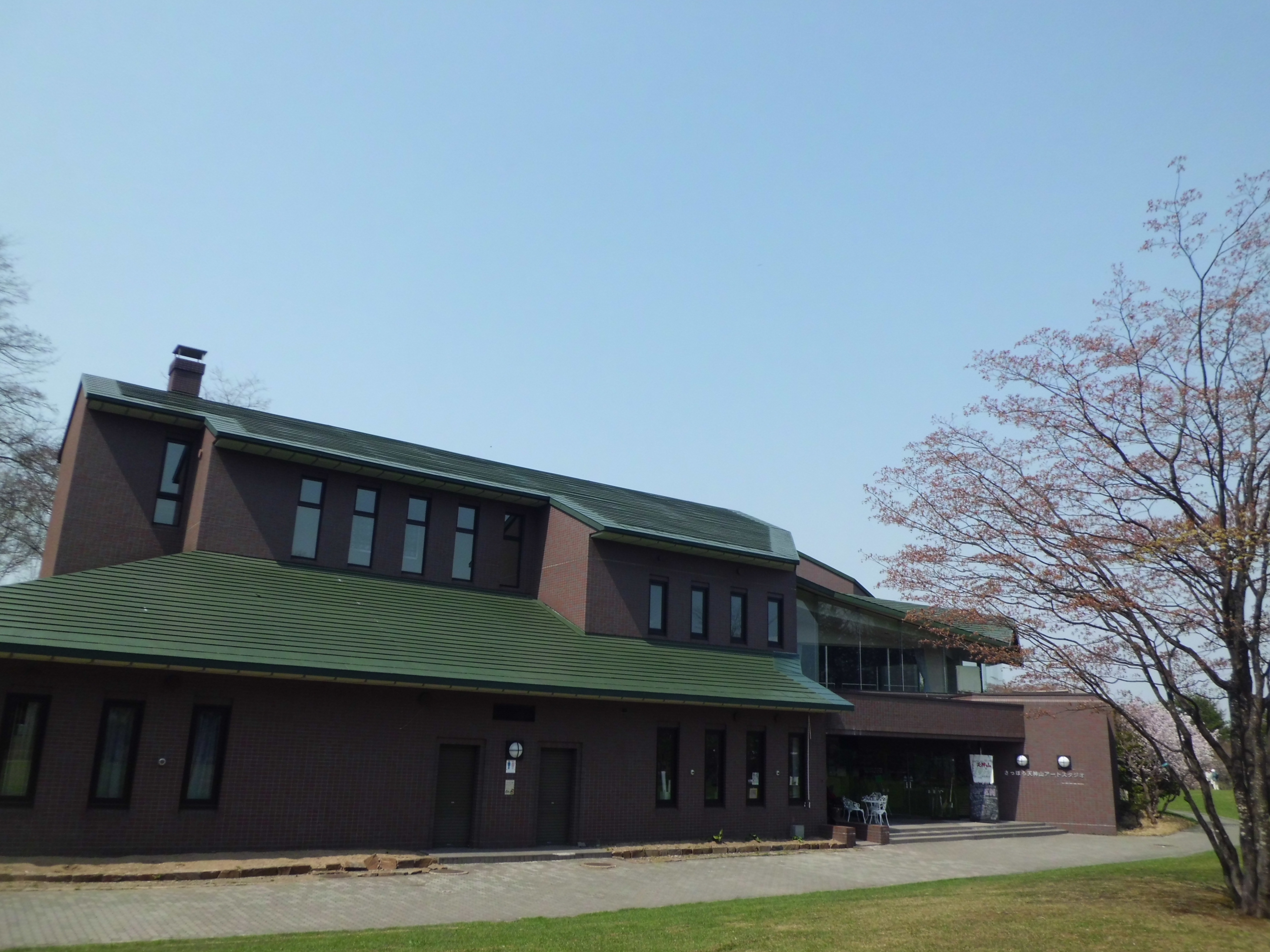
さっぽろ天神山アートスタジオ